# Golubac (Mionica)
Pour les articles homonymes, voir Golubac (homonymie).
Golubac (en serbe cyrillique : Голубац) est un village de Serbie situé dans la municipalité de Mionica, district de Kolubara. Au recensement de 2011, il comptait 124 habitants.

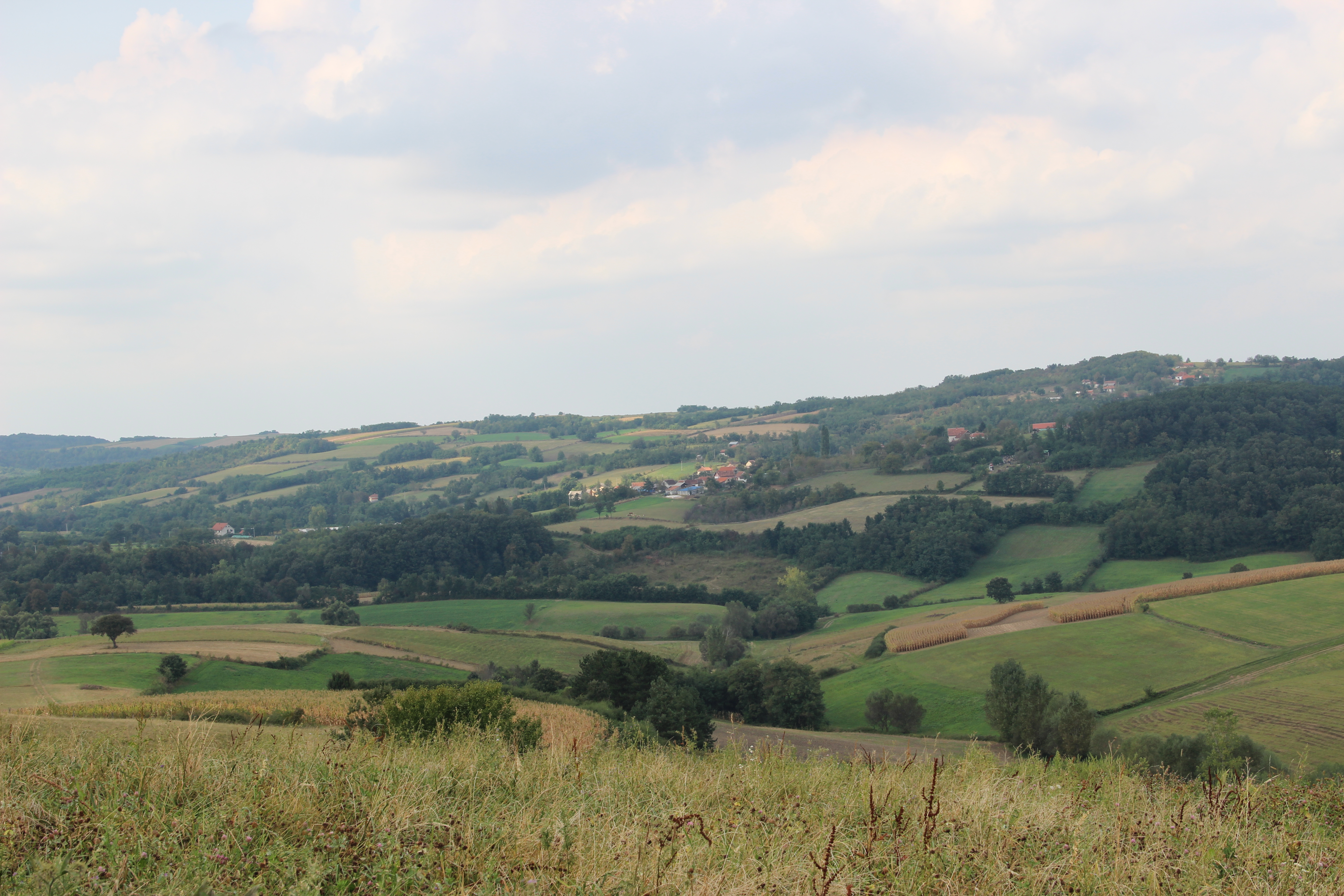
Golubac - panorama
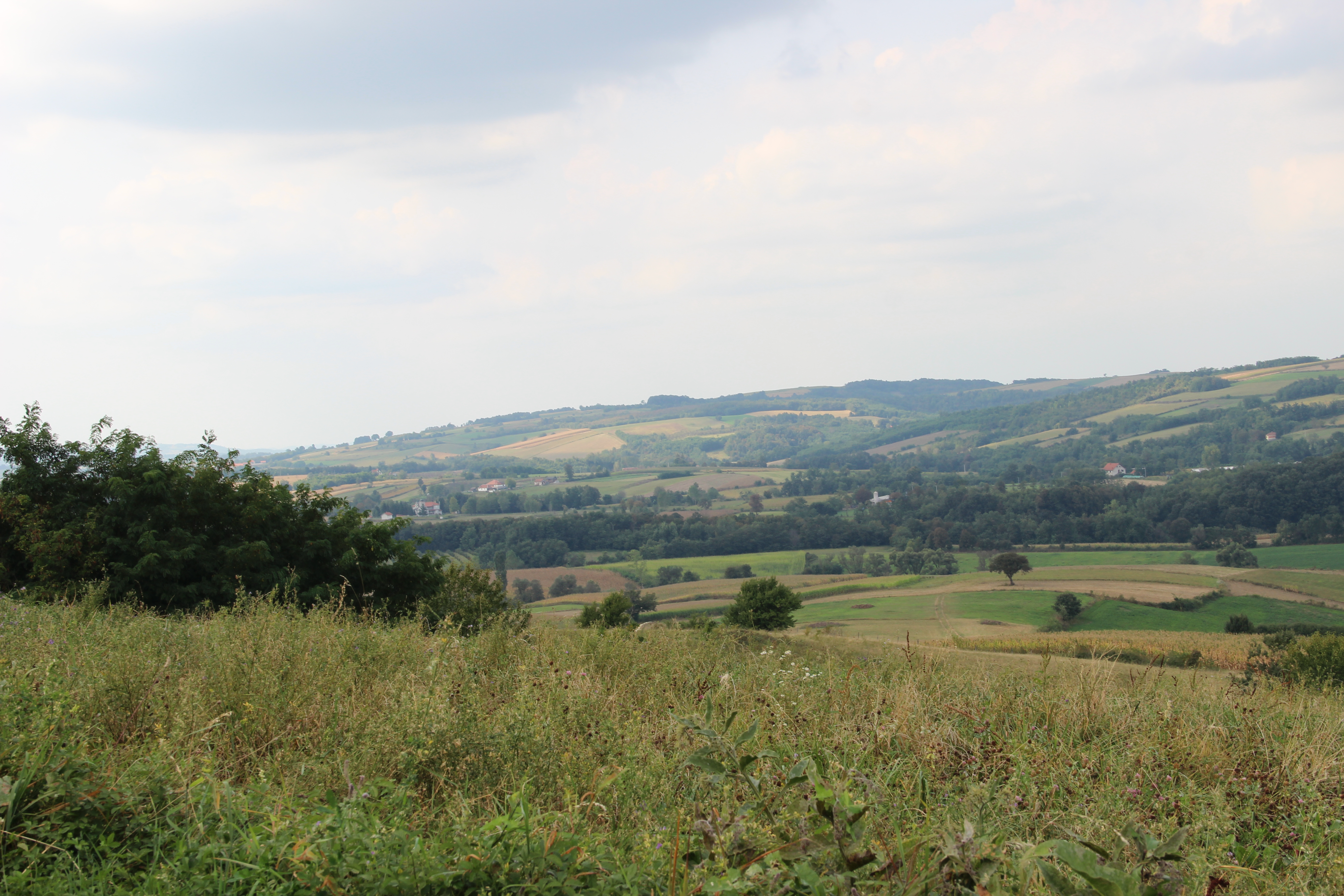
Golubac - panorama
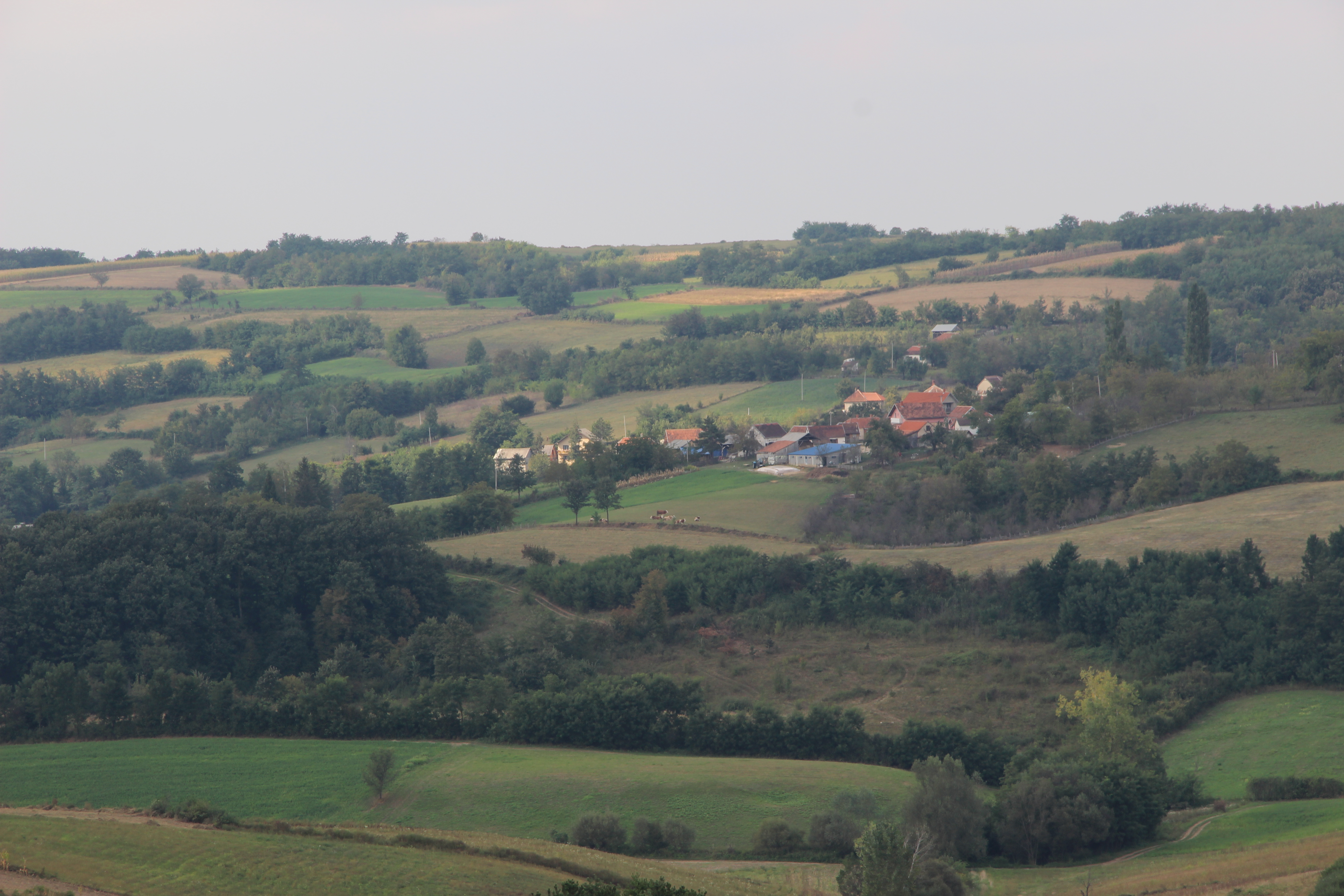
Golubac - panorama
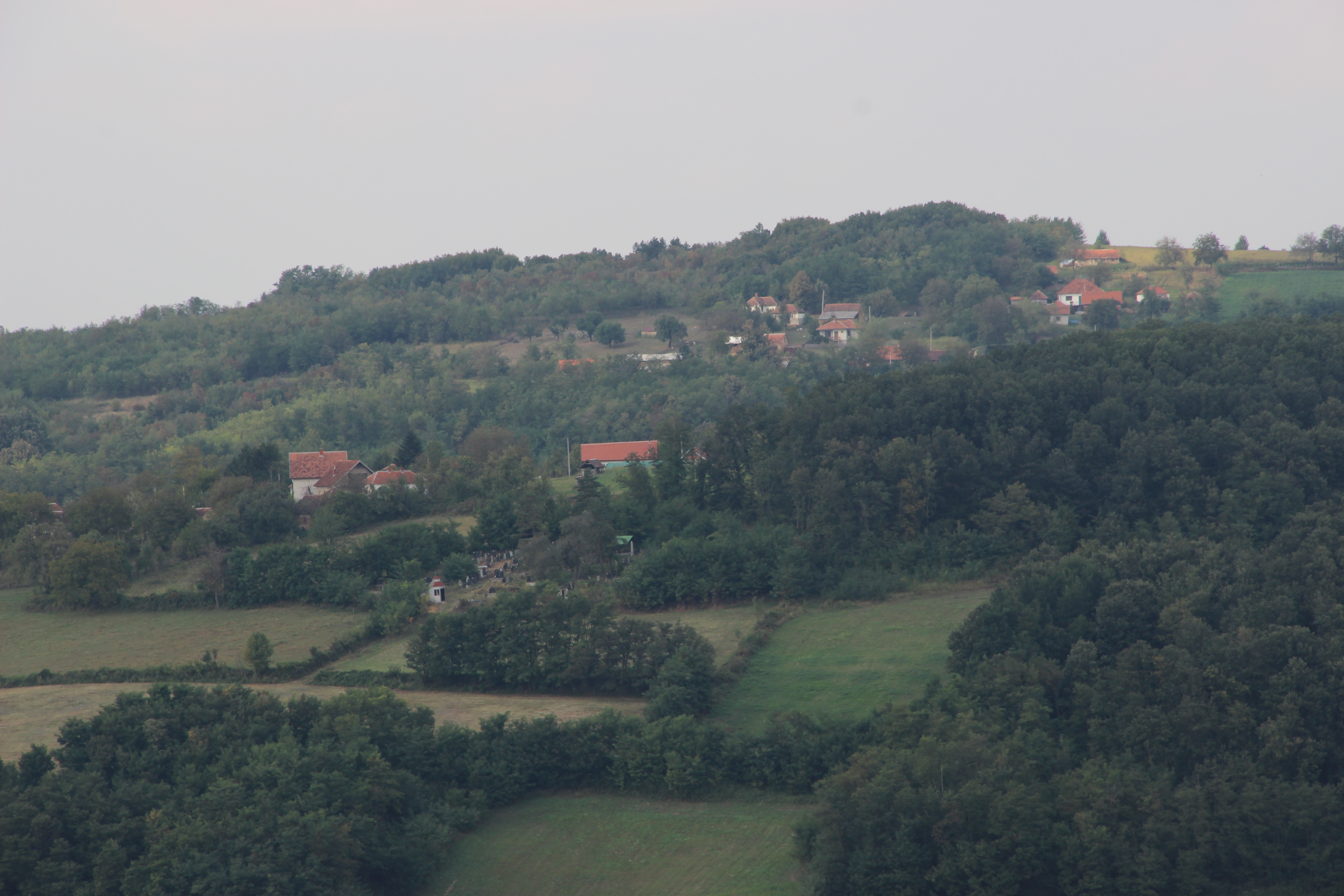
Golubac - panorama
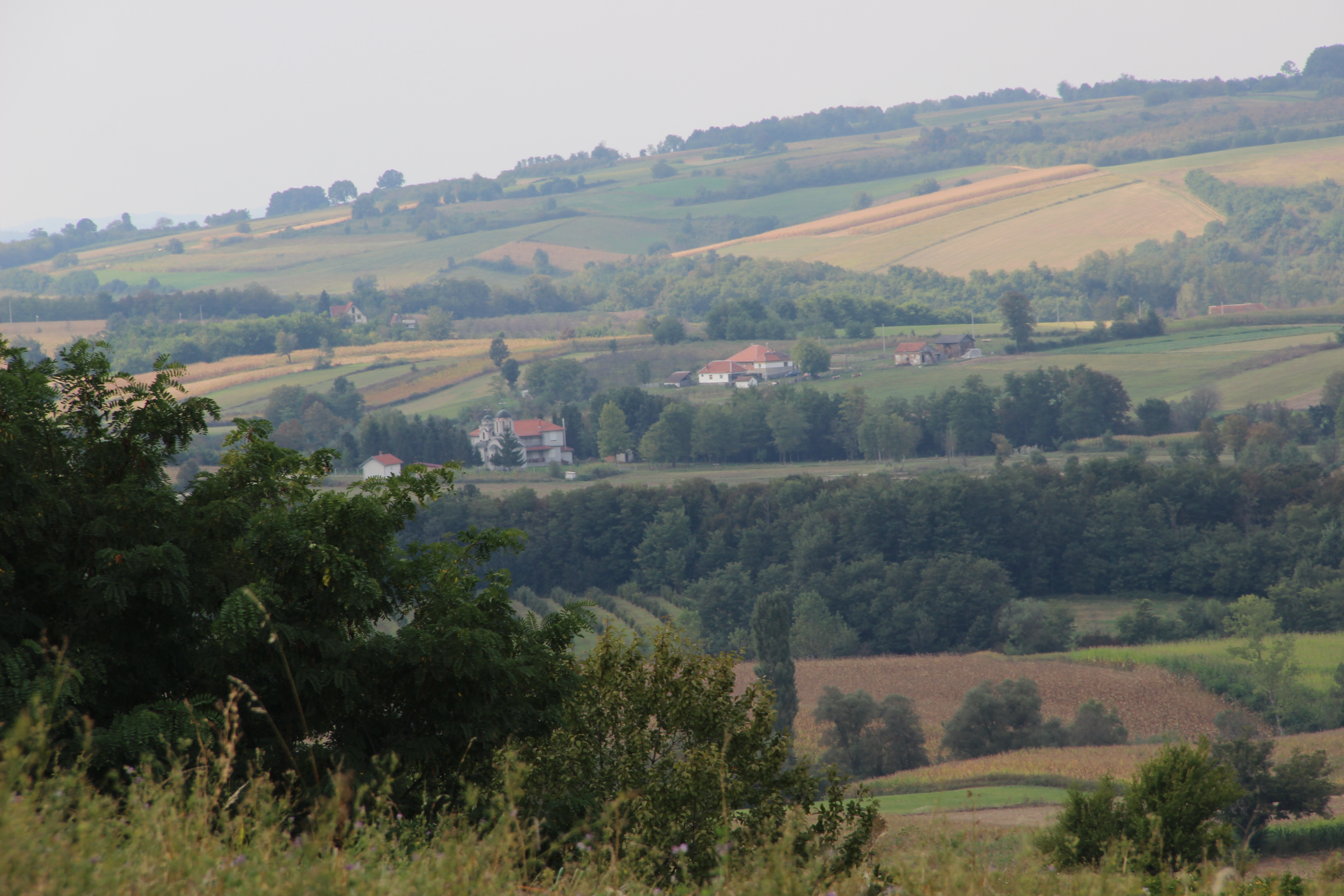
Golubac - panorama
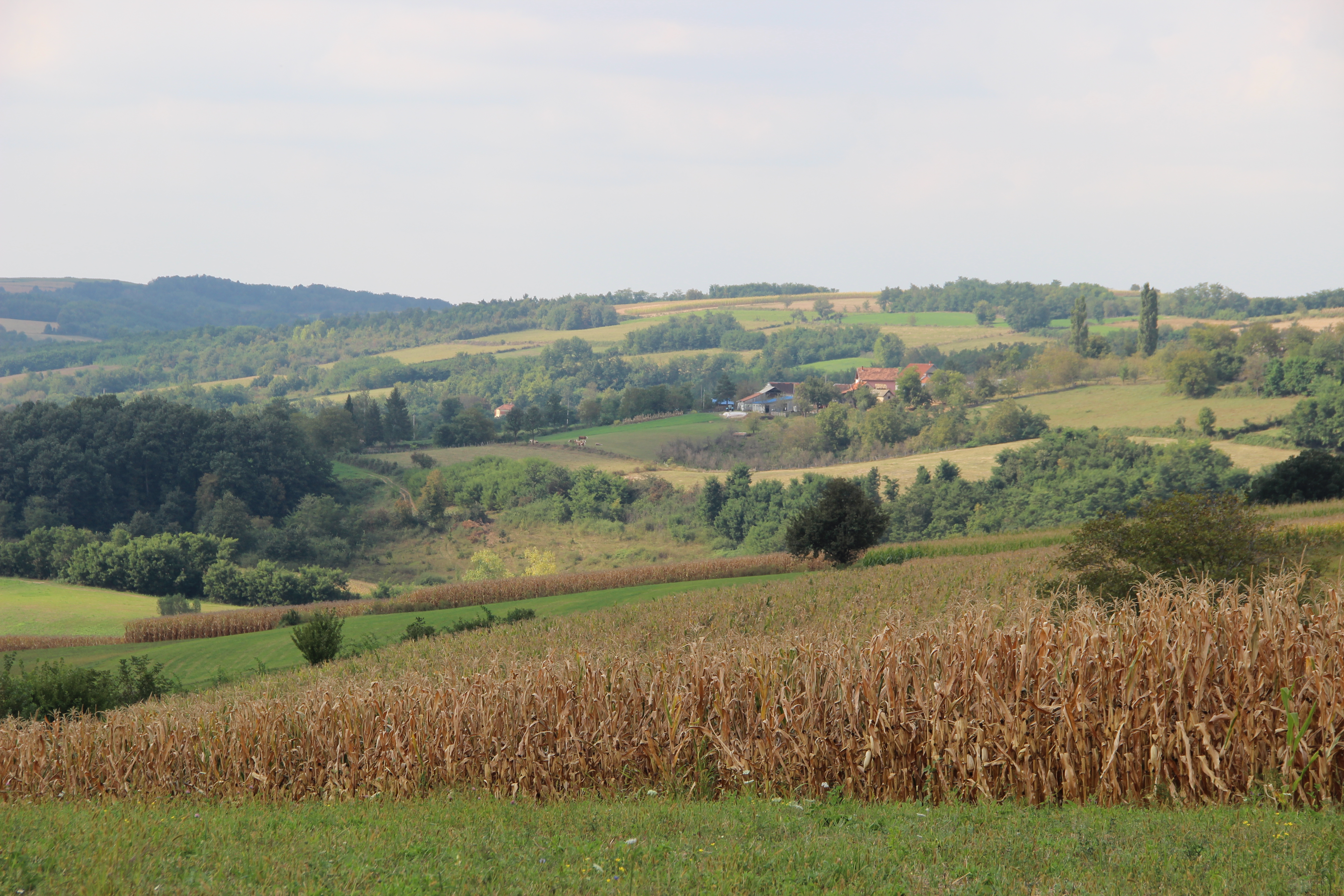
Golubac - panorama

## Démographie
| 1948 | 1953 | 1961 | 1971 | 1981 | 1991 | 2002 | 2011 |
| ---- | ---- | ---- | ---- | ---- | ---- | ---- | ---- |
| 360  | 337  | 340  | 295  | 250  | 164  | 152  | 124  |

|  |